# Anna-Carin Andersson
Anna-Carin Sofie Andersson, född 15 januari 1976 i Säve församling i Göteborg, är en svensk filmregissör.
Före sin regiutbildning var Andersson inspelningsassistent för filmen Fucking Åmål (1998). Hon var också verksam som krönikör i Expressen 2003-2004. Andersson är utbildad vid institutionen för film vid Dramatiska Institutet i Stockholm och har även studerat TV-regi vid Institutet för högre TV-utbildning (IHTV) i Göteborg. Hennes prisbelönta examensfilm från 2006 hette En liten Tiger och skildrar den norrländske pojken Simon som har två lesbiska mammor. Hennes film Jenny ger igen hade premiär den 28 januari 2009 på Göteborgs filmfestival, där filmen var ett av totalt nio bidrag som tävlade om Novellfilmspriset 2009.

## Regi
- 2006 - Mellan natt och dag  (även manus)
- 2006 - En liten Tiger
- 2009 - Jenny ger igen